# Rognac
Rognac is een gemeente in het Franse departement Bouches-du-Rhône (regio Provence-Alpes-Côte d'Azur). De plaats maakt deel uit van het arrondissement Istres. Rognac telde op 1 januari 2022 12.335 inwoners.

## Geografie
De gemeente ligt aan het Étang de Berre of het meer van Berre. De oppervlakte van Rognac bedroeg op 1 januari 2022 17,46 vierkante kilometer; de bevolkingsdichtheid was toen 706,5 inwoners per km².
De onderstaande kaart toont de ligging van Rognac met de belangrijkste infrastructuur en aangrenzende gemeenten.

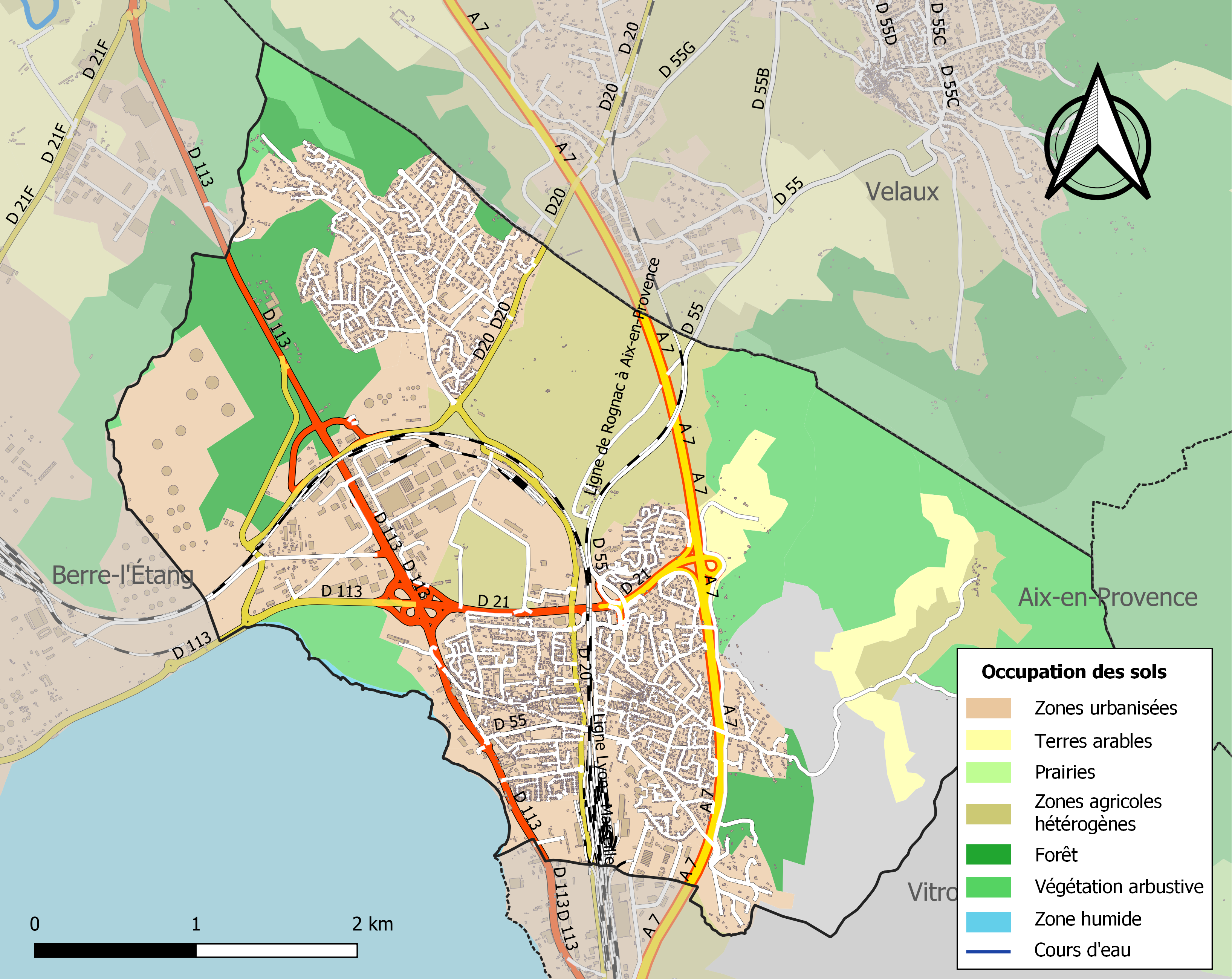

## Verkeer en vervoer
In de gemeente ligt spoorwegstation Rognac.

## Demografie
Onderstaande figuur toont het verloop van het inwonertal (bron: INSEE-tellingen).
Vanwege een beveiligingsprobleem met de MediaWiki Graph-software is het momenteel niet mogelijk deze grafiek weer te geven. Zodra de software is bijgewerkt zal de grafiek vanzelf weer zichtbaar worden.